# Fernán Núñez
Fernán Núñez is een gemeente in de Spaanse provincie Córdoba in de regio Andalusië met een oppervlakte van 30 km². In 2007 telde Fernán Núñez 9555 inwoners.

## Demografische ontwikkeling
Bron: INE; 1857-2011: volkstellingen